# Jane Goldman
Jane Loretta Anne Goldman (Londra, 11 giugno 1970) è una sceneggiatrice, scrittrice e conduttrice televisiva britannica.

## Biografia
Di origine ebraica da parte di padre, Goldman inizia la sua carriera verso gli inizi degli anni novanta, collaborando con la rivista di videogiochi Zero, successivamente pubblica il romanzo Dreamworld e scrive due volumi intitolati The X-Files Book of the Unexplained, incentrati sulla serie televisiva americana X-Files.
Dal 2003 al 2004 presenta il programma televisivo Jane Goldman Investigates, trasmesso dal canale Living, in cui indaga e affronta diversi argomenti del paranormale, tra cui fantasmi, chiaroveggenza, rabdomanzia e voodoo. La Goldman ha affrontato i vari argomenti intervistando esperti ed analizzando, oltre l'aspetto paranormale, anche la parte scientifica, conducendo esperimenti per rafforzare le sue inchieste. Nel frattempo diviene anche modella di biancheria intima per i reggiseni Fantasie.
Debutta come sceneggiatrice cinematografica nel 2007, adattando, assieme a Matthew Vaughn, il romanzo di Neil Gaiman Stardust, vincitore del Premio Hugo per la miglior rappresentazione drammatica (forma lunga).
Nel 2010 collabora nuovamente con l'amico Matthew Vaughn, adattando per il grande schermo il fumetto di Mark Millar Kick-Ass. Dopo aver co-sceneggiatore il thriller di John Madden Il debito, tra i prossimi progetti della Goldman vi sono la trasposizione cinematografica del romanzo di Susan Hill La donna in nero e il quarto capitolo della saga sugli X-Men, ovvero il prequel X-Men - L'inizio.

### Vita privata
È sposata con il presentatore televisivo Jonathan Ross, che ha sposato nel 1988 all'età di diciotto anni. La coppia ha tre figli; Betty Kitten (dal nome di Bettie Page) nata nel luglio del 1991, Harvey Kirby (in onore del fumettista Jack Kirby), nato nel marzo 1994, e Honey Kinny, nata nel febbraio 1997.

## Filmografia parziale

### Sceneggiatrice
- Stardust, regia di Matthew Vaughn (2007)
- Kick-Ass, regia di Matthew Vaughn (2010)
- Il debito (The Debt), regia di John Madden (2010)
- X-Men - L'inizio (X-Men: First Class), regia di Matthew Vaughn (2011)
- The Woman in Black, regia di James Watkins (2012)
- Kingsman - Secret Service (Kingsman: The Secret Service), regia di Matthew Vaughn (2014)
- Miss Peregrine - La casa dei ragazzi speciali (Miss Peregrine's Home for Peculiar Children), regia di Tim Burton (2016)
- The Limehouse Golem - Mistero sul Tamigi (The Limehouse Golem), regia di Juan Carlos Medina (2016)
- Kingsman - Il cerchio d'oro (Kingsman: The Golden Circle), regia di Matthew Vaughn (2017)
- Rebecca, regia di Ben Wheatley (2020)
- La sirenetta (The Little Mermaid), regia di Rob Marshall (2023)